# Mercury Eight
El Mercury Eight és un model d'automòbil de la marca Mercury, una divisió de Ford, que es va vendre entre 1939 i 1951. Es van manufacturar tres generacions de l'Eight, abans i després de la Segona Guerra Mundial.
Aquest model oferia una gran varietat en el disseny del vehicle, incloent-hi versions coupé, sedan, descapotable i familiar. La primera generació del Mercury Eight va ser manufacturada a partir d'una carrosseria pròpia, mentre que la segona generació va ser-ho a partir de la carrosseria de Ford (tot modificant alguns elements) i la tercera generació compartia la carrosseria amb el Lincoln EL-Series.
A partir del model de l'any 1952, Mercury va substituir l'Eight pel Mercury Monterey.